# Петровский (Беловский район)
Петро́вский — посёлок в Беловском районе Кемеровской области. Входит в состав Евтинского сельского поселения.

## География
Центральная часть населённого пункта расположена на высоте 194 метров над уровнем моря.

## Население
По данным Всероссийской переписи населения 2010 года, в посёлке Петровский проживает 152 человека (68 мужчин, 84 женщины).